# Хмарський Вадим Михайлович
Вадим Михайлович Хмарський (нар. 17 травня 1967, Донецьк) — український історик дослідник історії, історіографії й археографії Південної України, доктор історичних наук професор, проректор Одеського національного університету імені І. І. Мечникова

## Життєпис
В. М. Хмарський народився 17 травня 1967 року у м. Донецьк, закінчив середню школу у м. Батумі (Грузія).
У 1989 році — з відзнакою закінчив історичний факультет Одеського державного університету імені І. І. Мечникова.
З 1989 року В. М. Хмарський працював на кафедрі історії Української РСР (з 1990 року — кафедра історії України) Одеського державного університету імені І. І. Мечникова на посадах: лаборанта та старшого лаборанта, а з 1990 р. — асистента, доцента.
У 1994 році В. М. Хмарський захистив кандидатську дисертацію «А. О. Скальковський (1808—1898). Археографічна діяльність» (науковий керівник — А. Д. Бачинський).
У 1994—1999 роках В. М. Хмарський — заступник декана історичного факультету, а від 1999 року — завідувач кафедри історії України Одеського національного університету імені І. І. Мечникова (змінив на цій посаді В. П. Ващенка). На цій посаді (з перервою на докторантуру в 2000—2003 рр.) В. М. Хмарський перебував до 2015 року.
З 2013 року та донині В. М. Хмарський також є проректором Одеського національного університету імені І. І. Мечникова.
2004 року В. М. Хмарський захистив докторську дисертацію: «Археографічна діяльність наукових установ на півдні України у ХІХ — на початку ХХ ст.» (науковий консультант — П. С. Сохань).
З 1999 року В. М. Хмарський — голова одеського осередку Українського історичного товариства.

## Науковий доробок
В. М. Хмарський автор понад 170 наукових праць (в тому числі 6 монографій, 2 археографічних видань, 5 брошур та 1 навчальний посібник).
Сфери наукових інтересів В. М. Хмарського:
- історія історичної науки на півдні України у XIX—ХХ ст.;
- установознавство;
- біографістика.

В. М. Хмарський реконструював наукову біографію видатного історика А. О. Скальковського. Дослідив діяльність А. О. Скальковського у галузі історіографії, зокрема, щодо пошуку та публікації документів архіву Запорозької Січі. Також провів низку ґрунтовних досліджень (в тому числі монографічних) присвятив археографічній діяльності Одеського товариства історії та старожитностей як установи, в цілому, так і внеску у зазначену діяльність окремих членів цього товариства та запропонував власну концепцію становлення й розвитку археографії на півдні України у ХІХ — на початку ХХ століть.
Значна кількість наукових публікацій В. М. Хмарського присвячена історії Одеського національного університету імені І. І. Мечникова, історії Одеси, постатям одеських істориків ХІХ — ХХ ст. та діячів українського національного відродження. В. М. Хмарський — науковий консультант двох захищених докторських дисертацій та науковий керівник восьми захищених кандидатських дисертацій

## Наукові праці
- А. О. Скальковський — археограф. — К., 1994.
- Про участь М. Є. Слабченка у підготовці до видання архіву Коша Нової Запорозької Січі // Академік Михайло Єлисейович Слабченко: наукова спадщина і життєвий шлях. Збірник статей. — Одеса, 1995.
- М. С. Грушевський і одеські науковці // Архіви України. — 1996. — № 1-3. (у співавторстві з Л. Г. Білоусовою).
- Листи А. О. Скальковського до Ф. Г. Лебединцева // Київська старовина. — 1997. — № 5.
- З історії розвитку археографії на Півдні України: Аполлон Скальковський // Записки історичного факультету (Одеса). — Одеса,1998. — Вип. 6.
- Історія Одеського університету (1865—2000). — Одеса, 2000. (у співавторстві з Л. О. Ануфрієвим, С. О. Аппатовим, Ю. О. Амброз та ін.).
- Історія Одеси / Колектив авторів. Голов. ред. В. Н. Станко. — Одеса,2002. (у співавторстві з В. П. Ващенко, О. В. Гонтарем, І. С. Гребцовою та ін.).
- Археографічна діяльність Одеського товариства історії і старожитностей. — Одеса, 2002.
- Василь Терентійович Галяс: біографічні матеріали до 85-річчя з дня народження / Одеський національний університет імені І. І. Мечникова. Історичний факультет. Кафедра історії України, Українське історичне товариство (Одеський осередок); упоряд. Хмарський Вадим Михайлович. — О.: Гермес, 2006. — 84 с. — ISBN 966-7609-07-3.
- Одеські історики: хто вони? // Одеські історики. — Т. І (початок ХІХ — середина ХХ ст.). Енциклопедичне видання. — Одеса, 2009.
- Одеському національному університету імені І. І. Мечникова — 145:Лібрето напередодні славетного ювілею. — Одеса, 2010. (у співавторстві з О. Б. Дьоміним). Чорноморська хвиля Української революції: провідники національного руху в Одесі у 1917—1920 рр.. — Одеса, 2011. (у співавторстві з Т. С. Вінцковським, Т. Г. Гончаруком, А. І. Мисечком, О. Є. Музичком).
- Одеський національний університет імені І. І. Мечникова: історія та сучасність. — Одеса, 2015.

## Посилення
- Дослідники історії Південної України: біобібліографічний довідник
- Хмарський Вадим Михайлович. Офіційний сайт Одеського національного університету імені І. І. Мечникова
- Центральная Научная Библиотека Харьковского национального университета им. В. Н. Каразина Электронный каталог: Хмарський, Вадим Михайлович